# Суперлогарифм
В математике суперлогари́фм — это одна из двух обратных функций тетрации.
Так же как возведение в степень имеет две обратных функции (корень и логарифм), так и тетрация имеет две обратных функции: суперкорень и суперлогарифм. Это обусловлено некоммутативностью гипероператора при {\displaystyle N>2}.

## Определения
Суперлогарифм числа {\displaystyle b} по основанию {\displaystyle a}, аналогично логарифму, определяется, как показатель тетрации основания {\displaystyle a}, при котором получается число {\displaystyle b}.
Обозначение: {\displaystyle \,\mathrm {slog} _{a}b}, произносится как «суперлогарифм {\displaystyle b} по основанию {\displaystyle a}».

### Суперлогарифм как решение уравнения
Для положительных чисел {\displaystyle a} и {\displaystyle b} суперлогарифм можно определить как одно из существующих решений уравнения:
{\displaystyle {}^{x}a=b}; притом исходя из открытых теоретических проблем, суперлогарифм точно может принимать пока только чётные и нечётные значения (то есть они могут быть определены и вычислены). Для нечётного суперлогарифма числа {\displaystyle a} и {\displaystyle b} могут принимать любые положительные значения, — это объясняется тем, что функции вида {\displaystyle f(x)={}^{n}x,{\frac {n-1}{2}}\in \mathbb {N} } при {\displaystyle x>0} всюду возрастают (из-за отсутствия положительных точек экстремумов производных).
Для чётного же логарифма есть некоторые ограничения. Так, например, для {\displaystyle \,\mathrm {slog} _{a}b=2} не существует такого {\displaystyle a}, чтобы выполнялось неравенство {\displaystyle b<e^{-{\frac {1}{e}}}} (потому что число {\displaystyle e^{-{\frac {1}{e}}}} является минимальным значением тетрации {\displaystyle {}^{2}b,b>0}). Однако, для {\displaystyle \,\mathrm {slog} _{a}b=4} ограничение будет уже другим (и т. д.).

### Итерированный логарифм
Положительный целочисленный суперлогарифм с точностью равен итерированному логарифму, например:{\displaystyle \,\mathrm {slog} _{2}16=\log _{2}^{*}{16}=1+\log _{2}^{*}{\log _{2}{16}}=1+\log _{2}^{*}{4}=1+1+\log _{2}^{*}{\log _{2}{4}}=2+\log _{2}^{*}{2}=2+1+\log _{2}^{*}{\log _{2}{2}}=3+\log _{2}^{*}{1}=3+0=3}
И действительно, {\displaystyle {}^{3}2=2^{2^{2}}=2^{4}=16.}
Однако, для отрицательных и/или нецелых значений суперлогарифма такое определение не подходит и, таким образом, является недостаточно полным.

### Суперлогарифм как функцияАбеля
Суперлогарифмическая функция — это абелева функция, т.к. она является единственным решением функционального уравнения Абеля для {\displaystyle f(x)=a^{x}}:
{\displaystyle \alpha (f(x))=\alpha (x)+1,{\text{ }}f(x)=a^{x},{\text{ }}\alpha (x)={\text{slog}}_{a}x.}
Таким образом, суперлогарифм может быть неявно определён через следующий алгоритм:
{\displaystyle \operatorname {slog} _{b}(z)={\begin{cases}\operatorname {slog} _{b}(1)=0\\\operatorname {slog} _{b}(b^{z})=\operatorname {slog} _{b}(z)+1\end{cases}}}
Например, {\displaystyle \operatorname {slog} _{2}{65536}=\operatorname {slog} _{2}{2^{16}}=\operatorname {slog} _{2}{16}+1=\operatorname {slog} _{2}{2^{4}}+1=\operatorname {slog} _{2}{4}+2=\operatorname {slog} _{2}{2^{2}}+2=\operatorname {slog} _{2}{2}+3=4,}проверка:
{\displaystyle {}^{4}2=2^{2^{2^{2}}}=2^{16}=65536.}
Это определение также накладывает ограничение на положительность и целочисленность суперлогарифма. Для распространения значений суперлогарифма на бо́льшие множества действительных чисел используются несколько приближённых подходов, обычно включающих в себя третье дополнительное требование к предыдущим двум, которое варьируется от автора к автору (см. подробно далее):
- Метод линейной аппроксимации Рубстова и Ромерио;
- Квадратичная аппроксимация Эндрю Роббинса;
- Регулярная абелева функция (Джордж Секереш);
- Метод итерированной функции Питера Уокера;
- Натуральный матричный подход Питера Уокера (затем обобщённый Эндрю Роббинсом).

## Приближения

### Метод линейной аппроксимации
Первыми авторами, нашедшими это приближение, были Константин Анатольевич Рубцов и Джиованни Ф. Ромерио (итал. Giovanni F. Romerio) (хотя конкретно данной формулы нет в их статье, она может быть выведена из их прототипа соответствующего алгоритма для вычислительного программного обеспечения — гиперкалькулятора). С другой стороны, линейная аппроксимация тетрации была найдена и раньше, например, Иоаннисом Галидакисом (греч. Ιωάννης Γαλιδάκης) (натуральная обратная линейная аппроксимация). Приближённое вычисление суперлогарифма данным методом сводится к выполнению следующего алгоритма:
{\displaystyle \operatorname {slog} _{b}(z)\approx {\begin{cases}\operatorname {slog} _{b}(b^{z})-1,{\text{ if }}z\leqslant 0\\-1+z,{\text{ if }}0<z\leqslant 1\\\operatorname {slog} _{b}{\log _{b}{z}}+1,{\text{ if }}1<z\end{cases}}}
Это кусочно-определённая непрерывная для всех действительных {\displaystyle z} функция (подобно итерированному логарифму) с линейной "критической частью".
Такие авторы, как Холмс, признают, что суперлогарифм будет очень полезен для следующей эволюции компьютерной арифметики с плавающей запятой, но для этой цели функция не обязательно должна быть бесконечно дифференцируемой. Таким образом, для представления больших чисел подход линейной аппроксимации обеспечивает достаточную непрерывность, чтобы все вещественные числа могли быть представлены в суперлогарифмической шкале.

### Метод квадратичной аппроксимации
Первым автором, опубликовавшим данное приближение, был Эндрю Роббинс (англ. Andrew Robbins). Этот метод предполагает следующий алгоритм:
{\displaystyle \operatorname {slog} _{b}(z)\approx {\begin{cases}\operatorname {slog} _{b}(b^{z})-1,{\text{ if }}z\leqslant 0\\-1+{\frac {2\ln {b}}{1+\ln {b}}}z+{\frac {1-\ln {b}}{1+\ln {b}}}z^{2},{\text{ if }}0<z\leqslant 1\\\operatorname {slog} _{b}{\log _{b}{z}}+1,{\text{ if }}1<z\end{cases}}}
Это кусочно-определённая непрерывная дифференцируемая для всех действительных {\displaystyle z} функция с квадратичной "критической частью". Данная аппроксимация обобщения суперлогарифма позволяет выполнять основные операции исчисления суперлогарифма без большого количества подготовительных заблаговременных решений и вычислительных издержек.

### Обобщения
Оба описанных выше метода являются частными случаями сложного натурального матричного подхода, найденного сперва Питером Уокером (англ. Peter Walker), а затем обобщённого Эндрю Роббинсом. В частности, вторая строка в этих системах является произведением полинома степени {\displaystyle n} от {\displaystyle z} на детерминант некоторой матрицы порядка {\displaystyle n} (см. примеры матриц в его статье), которая описывается сложной общей формулой с использованием символа Кронекера. Таким образом можно получить кубическое и т. д. приближения, каждое из которых с возрастанием {\displaystyle n} будет точнее предыдущего. Первая и последняя строки в системах приближений не меняются и основываются на леммах, так же описанных автором с приведением доказательств. Существуют также другие методы аппроксимации, но они все слишком громоздки и сложны для практического применения.

## Свойства

### Основное суперлогарифмическое тождество
Из определения суперлогарифма следует основное суперлогарифмическое тождество:
{\displaystyle {}^{\,\mathrm {slog} _{a}b}a=b}
В частности, если {\displaystyle \,\mathrm {slog} _{a}b=\,\mathrm {slog} _{a}c}, то {\displaystyle b=c.} Пусть {\displaystyle \,\mathrm {slog} _{a}b=x,} а {\displaystyle \,\mathrm {slog} _{a}c=y,} тогда доказательство равенства сводится к следующему тождеству:
{\displaystyle {}^{x}a={}^{y}a}
{\displaystyle \underbrace {a^{\cdot ^{\cdot ^{\cdot ^{a}}}}} _{x}=\underbrace {a^{a^{\cdot ^{\cdot ^{\cdot ^{a}}}}}} _{y}\Longleftrightarrow a=\underbrace {\log _{a}\log _{a}\ldots \log _{a}} _{x-1}{\Bigl (}\underbrace {a^{a^{\cdot ^{\cdot ^{\cdot ^{a}}}}}} _{y}{\Bigr )}\Longleftrightarrow a^{1}=\underbrace {\log _{a}\log _{a}\ldots \log _{a}} _{x-1}{\Bigl (}\underbrace {a^{a^{\cdot ^{\cdot ^{\cdot ^{a}}}}}} _{y}{\Bigr )}\Longleftrightarrow 1=\underbrace {\log _{a}\log _{a}\ldots \log _{a}} _{x}{\Bigl (}\underbrace {a^{a^{\cdot ^{\cdot ^{\cdot ^{a}}}}}} _{y}{\Bigr )}}
{\displaystyle 1=\underbrace {\log _{a}\log _{a}\ldots \log _{a}} _{x}{\Bigl (}\underbrace {a^{a^{\cdot ^{\cdot ^{\cdot ^{a}}}}}} _{y}{\Bigr )}=\underbrace {\log _{a}\ldots \log _{a}} _{x-1}{\Bigl (}\underbrace {a^{\cdot ^{\cdot ^{\cdot ^{a}}}}} _{y-1}{\Bigr )}=\ldots =\underbrace {a^{\cdot ^{\cdot ^{\cdot ^{a}}}}} _{y-x}\Longleftrightarrow {}^{y-x}a=1,} отсюда следуют два варианта:
- либо {\displaystyle {}^{y-x}a={}^{0}a,} тогда {\displaystyle y-x=0} и {\displaystyle y=x;}
- либо {\displaystyle {}^{y-x}a=a^{0},} тогда {\displaystyle a^{{}^{y-x-1}a}=a^{0},} откуда {\displaystyle \operatorname {slog} _{a}0=y-x-1,} но т. к. {\displaystyle \operatorname {slog} _{a}0=-1} (см. далее), то {\displaystyle y-x-1=-1} и {\displaystyle y-x=0,} что уже было.

### Суперлогарифм единицы, нуля и числа, равного основанию
Принимается (определяется), что {\displaystyle {}^{0}a=1,} на основе чего и выводятся все следующие свойства суперлогарифма:
- {\displaystyle \operatorname {slog} _{a}1=0,} доказательство:

{\displaystyle a=a^{{}^{0}a}\Longleftrightarrow {}^{0}a=\log _{a}a=1\Longleftrightarrow \operatorname {slog} _{a}1=0}
- в отличие от логарифма, суперлогарифм нуля существует и определён: {\displaystyle \operatorname {slog} _{a}0=-1,} что может быть доказано так:

{\displaystyle a=a^{{}^{0}a}=a^{a^{{}^{-1}a}}\Longleftrightarrow {}^{-1}a=\log _{a}\log _{a}a=\log _{a}1=0\Longleftrightarrow \operatorname {slog} _{a}0=-1}
- {\displaystyle \operatorname {slog} _{a}a=1;} для доказательства примем, что {\displaystyle \operatorname {slog} _{a}a=x:}

{\displaystyle {}^{x}a=a\Longleftrightarrow a^{{}^{x-1}a}=a^{{}^{0}a}\Longleftrightarrow x-1=0,} откуда {\displaystyle x=1.}

### Другие известные свойства
Остальные свойства суперлогарифма определены для положительных {\displaystyle a} и {\displaystyle b} (но не для любых):
- {\displaystyle \,\mathrm {slog} _{a}(a^{b})=\,\mathrm {slog} _{a}b+1}, — довольно очевидное свойство:

{\displaystyle a^{b}=a^{{}^{\,\mathrm {slog} _{a}b}a}={}^{\,\mathrm {slog} _{a}b+1}a\Longleftrightarrow \,\mathrm {slog} _{a}(a^{b})=\,\mathrm {slog} _{a}b+1.} Данное тождество можно обобщить для любого целого {\displaystyle n>0}:
{\displaystyle \,\mathrm {slog} _{a}(a^{b})=\,\mathrm {slog} _{a}\underbrace {\log _{a}...\log _{a}} _{n-1}(b)+n}
- {\displaystyle \,\mathrm {slog} _{a}b=\,\mathrm {slog} _{a}(\log _{a}b)+1,} что, опять же, легко выводится на тех же основаниях:

{\displaystyle b=a^{\log _{a}b}\Longleftrightarrow b=a^{\left({}^{\,\mathrm {slog} _{a}(\log _{a}b)}a\right)}\Longleftrightarrow b={}^{\,\mathrm {slog} _{a}(\log _{a}b)+1}a\Longleftrightarrow \,\mathrm {slog} _{a}(\log _{a}b)+1=\,\mathrm {slog} _{a}b.} Обобщённо для любого целого {\displaystyle n>0}:
{\displaystyle \,\mathrm {slog} _{a}(b)=\,\mathrm {slog} _{a}\underbrace {\log _{a}...\log _{a}} _{n}(b)+n}
- В общем случае, {\displaystyle \,\mathrm {slog} _{a}(bc)\neq \,\mathrm {slog} _{a}b+\,\mathrm {slog} _{a}c;\,\mathrm {slog} _{a}\left({\frac {b}{c}}\right)\neq \,\mathrm {slog} _{a}b-\,\mathrm {slog} _{a}c;\,\mathrm {slog} _{x}({}^{z}y)\neq z\times \,\mathrm {slog} _{x}y.}
- Чётные суперлогарифмы одинаковых чисел, но с разными основаниями, могут быть равны. Простой пример: {\displaystyle \,\mathrm {slog} _{\frac {1}{2}}{\frac {\sqrt {2}}{2}}=\,\mathrm {slog} _{\frac {1}{4}}{\frac {\sqrt {2}}{2}}=2.}
- {\displaystyle {\text{slog}}_{a}b>-2,{\text{ }}a,b>0,} — основано на рекурсивном свойстве тетрации:

{\displaystyle a=a^{a^{({}^{-1}a)}}=a^{a^{a^{({}^{-2}a)}}},} откуда следует, что {\displaystyle -2={\text{slog}}_{a}\log _{a}\log _{a}\log _{a}a\Longleftrightarrow -2={\text{slog}}_{a}\log _{a}0,} что является случаем неопределённости нуля.
- Нецелые показатели тетрации (суперлогарифмы), являющиеся суммой целого числа и обратной дроби, можно определить исходя из свойств тетрации:

{\displaystyle {}^{\frac {m}{n}}a=\exp _{a}^{m}({}^{\frac {1}{n}}a),{\text{ if }}m=(kn+1),{\text{ }}k,n\in \mathbb {N} ,{\text{ }}n\neq 0.} Например: {\displaystyle {}^{2,5}a={}^{{\bigl (}2+{\frac {1}{2}}{\bigr )}}a=\exp _{a}^{2}({}^{\frac {1}{2}}a)=a^{a^{{\bigl (}{}^{\frac {1}{2}}a{\bigr )}}}.}

### Замена основания
Для суперлогарифма формула с заменой оснований не действует: {\displaystyle \,\mathrm {slog} _{a}b\neq {\frac {1}{\,\mathrm {slog} _{b}a}}.}
Для доказательство используем следующее утверждение: {\displaystyle \,\mathrm {slog} _{x}a=\,\mathrm {slog} _{y}a\Longleftrightarrow {}^{\,\mathrm {slog} _{x}a}x={}^{\,\mathrm {slog} _{y}a}x\Longleftrightarrow a={}^{\,\mathrm {slog} _{y}a}x.} Выразим {\displaystyle x:}
{\displaystyle x={}^{\frac {1}{\,\mathrm {slog} _{y}a}}a,} если тождество с заменой оснований было бы верным, мы б получили в результате, что {\displaystyle x={}^{\frac {1}{\,\mathrm {slog} _{y}a}}a={}^{\,\mathrm {slog} _{a}y}a} и {\displaystyle y=x,} однако, как уже отмечалось раннее, на практике существует бесконечное множество равных между собой чётных суперлогарифмов одного и того же числа {\displaystyle a,} но с разными основаниями {\displaystyle x} и {\displaystyle y} (см. пример выше).
Более общая формула, аналогичная замене оснований логарифма, основывается на свойстве логарифма вынесения показателя степени числа:
{\displaystyle \log _{a}b=\log _{a}(c^{\log _{c}b})=\log _{c}b\times \log _{a}c\Longleftrightarrow \log _{c}b={\frac {\log _{a}b}{\log _{a}c}}.} Для суперлогарифма такая формула так же будет неверна, поскольку ни показатель тетрации (см. свойства), ни показатель степени ({\displaystyle \,\mathrm {slog} _{x}y^{z}\neq z\times \,\mathrm {slog} _{x}y}) в качестве множителя выносить нельзя(!).

### Неравенства
Значение суперлогарифма какого-либо числа, во-первых, существует не всегда (см. выше), а во-вторых, чётко определено только в случае, когда и основание, и число лежат по одну сторону от единицы (т. е. {\displaystyle \,\mathrm {slog} _{a}b>0} при {\displaystyle a,b\geqslant 1,} либо при {\displaystyle a,b\leqslant 1}). Если же эти неравенства нарушаются, то, скорее всего, суперлогарифм примет отрицательные значения (только до {\displaystyle -2}).
Неравенства для положительных чисел можно суперлогарифмировать (но не всегда). При этом, если основание суперлогарифма больше единицы, то знак неравенства сохраняется (например, {\displaystyle 4<16\Longleftrightarrow \,\mathrm {slog} _{2}4<\,\mathrm {slog} _{2}16,} т. к. {\displaystyle 2<3}), а если основание меньше единицы, знак неравенства, скорее всего, изменится на противоположный.

### Суперлогарифмическая функция

#### Основные характеристики

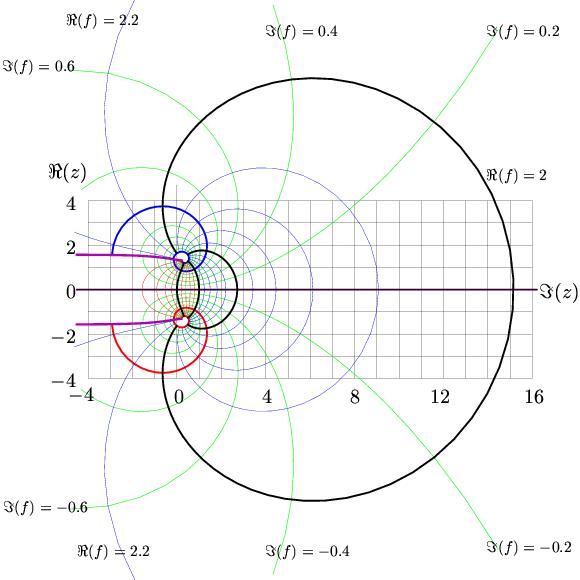
Поведение функции (или) на комплексной плоскости: графики целочисленных значений вещественных и мнимых частей показаны толстыми линиями.

Если рассматривать суперлогарифмируемое число как переменную, мы получим, суперлогарифмическую функцию {\displaystyle y={\text{slog}}_{a}x} или {\displaystyle y={\text{sexp}}_{a}^{-1}(x)} (обратная функция к суперэкспоненте). Она определена при {\displaystyle a,x>0,} но не для всех {\displaystyle a} и {\displaystyle x,} область значений — пока только целые неотрицательные числа.
Для основания {\displaystyle x\in [1/e;+\infty \}} натуральный суперлогарифм (и обратный к нему) {\displaystyle {\text{slog}}_{x}y=n,{\text{ }}n\in \mathbb {N} } {\displaystyle {\Bigl (}{\text{slog}}_{x}y={\frac {1}{n}}{\Bigr )}}однозначен, т. к. функция {\displaystyle y={}^{n}x} (или {\displaystyle y={}^{\frac {1}{n}}x}) на данном промежутке строго возрастает (убывает). Более того, существует предел при стремлении суперлогарифма к нулю: {\displaystyle \lim _{n\to +\infty }{\bigl (}{}^{\frac {1}{n}}x{\bigr )}=x^{\frac {1}{x}},{\text{ }}n\in \mathbb {N} ,{\text{ }}x\in {\Bigl [}{\frac {1}{e}};e{\Bigr ]}.}
Предположительно, функция {\displaystyle y={\text{slog}}_{a}(x)} является аналитической, по крайней мере, для некоторых значений. Поведение функции в разрезе комплексной плоскости для случая {\displaystyle a=e} представлено на рисунке (значения самой функции аппроксимизированны).
Из определения следует, что суперлогарифмическая зависимость есть обратная функция для функции {\displaystyle y={}^{x}a,} поэтому, если существование и единственность аналитического расширения тетрации обеспечивается условиями асимптотических подходов к фиксированным точкам {\displaystyle z_{0}\approx 0,318+1,337i} и {\displaystyle z_{1}\approx 0,318-1,337i} в верхней и нижней частях комплексной плоскости, то обратная функция тоже должна быть уникальной. Такая функция вещественна на реальной оси. Она имеет два экстремума в точках {\displaystyle z=z_{0}} и {\displaystyle z=z_{1}.} Она приближается к своему предельному значению {\displaystyle -2} в окрестности отрицательной части реальной оси (вся полоса между разрезами показана розовыми линиями на рисунке) и медленно растёт вдоль положительного направления реальной оси. Поскольку производная на реальной оси положительна, мнимая часть {\displaystyle f(z)={\text{slog}}_{e}z} остаётся положительной чуть выше реальной оси и отрицательной чуть ниже реальной оси.
Производные тетрации с показателями {\displaystyle 2} и {\displaystyle 3:} {\displaystyle ({}^{2}x)={}^{2}x(\ln(x)+1)} и {\displaystyle ({}^{3}x)={}^{3}x{\biggl (}{}^{2}x(\ln(x)+1)\ln(x)+{\frac {{}^{2}x}{x}}{\biggr )}} соответственно. Дифференцирование можно продолжить и далее для любого натурального {\displaystyle n\geqslant 2} по общей формуле: {\displaystyle ({}^{n}x)'={}^{n}x{\biggl (}{}^{n-1}x{\biggl (}{}^{n-2}x{\bigl (}...{}^{2}x(\ln {x}+1)\ln {x}+{\frac {{}^{2}x}{x}}{\bigr )}\ln {x}+{\frac {{}^{3}x}{x}}{\biggr )}\ln {x}+...+{\frac {{}^{n-1}x}{x}}{\biggr )}={\frac {1}{x}}\cdot {{}^{n}x}\cdot {{}^{n-1}x}\cdot \left(\sum _{i=1}^{n-2}\left({(\ln {x})}^{i}\cdot \prod _{j=1}^{n-2}\left({}^{j}x\right)\right)+{(\ln {x})}^{n-1}\cdot \prod _{i=1}^{n-1}({}^{i}x)+1\right)}
По правилам обратной производной, для её получения необходимо выразить переменную из функции суперкорня второй степени ({\displaystyle x^{x}}), которая уже неэлементарна, т.к. выражается через неэлементарную W-функцию Ламберта. В общем случае, производная суперлогарифма, как обратной функции к {\displaystyle y={}^{x}a,} вероятно, также будет неэлементарной, наряду с интегралом суперлогарифма.
Таким образом, суперлогарифмическую функцию однозначно можно отнести пока что только к неэлементарным функциям.

## Практические приложения

### Решение функционального уравненияf(f(x))=ax{\displaystyle f(f(x))=a^{x}}
Суперлогарифм по основанию {\displaystyle a} используется в решении функционального уравнения {\displaystyle f(f(x))=a^{x}}:
{\displaystyle f(f(x))=a^{x}\Longrightarrow f(x)={}^{0,5+\operatorname {slog} _{a}x}a,} проверка:
{\displaystyle f(f(x))={}^{0,5+\operatorname {slog} _{a}{\bigl (}{{}^{0,5+\operatorname {slog} _{a}x}}a{\bigr )}}a={}^{0,5+0,5+\operatorname {slog} _{a}{x}}a={}^{1+\operatorname {slog} _{a}{x}}a=a^{{}^{\operatorname {slog} _{a}{x}}a}=a^{x}.}

### Теория графов
Рассмотрим ориентированные графы с {\displaystyle N} узлами и такие, что ориентированный путь от узла {\displaystyle i} до узла {\displaystyle j} существует тогда и только тогда, когда {\displaystyle i>j}. Если длина всех таких путей не превышает {\displaystyle k} рёбер, то минимально возможное общее число рёбер ограниченно асимптотически оценкой {\displaystyle \Theta (f(N))}:
- {\displaystyle \Theta (N^{2})} для {\displaystyle k=1;}
- {\displaystyle \Theta (N^{2}\log _{a}N)} для {\displaystyle k=2,{\text{ }}a>0;}
- {\displaystyle \Theta (N\log _{a}\log _{a}N)} для {\displaystyle k=3,{\text{ }}a>0;}
- {\displaystyle \Theta (N\operatorname {slog} _{a}N)} для {\displaystyle k=4} и {\displaystyle k=5,} для {\displaystyle a>0} (но не для любого);
- {\displaystyle \Theta (N\underbrace {{\operatorname {slog} _{a}\operatorname {slog} _{a}}\ldots \operatorname {slog} _{a}} _{k-4}N)} для {\displaystyle k>5} и {\displaystyle a>0} (но не для любого).

## Открытые проблемы
- Неизвестно, поддаются ли значения суперлогарифмов однозначному логическому (теоретическому) обобщению на иррациональные и/или отрицательные действительные (а также комплексные) числа, до сих пор не разработан ни один универсальный алгоритм (способ) вычисления суперлогарифмов[8].